# Gea infuscata
Gea infuscata là một loài nhện trong họ Araneidae.
Loài này thuộc chi Gea. Gea infuscata được Albert Tullgren miêu tả năm 1910.